# Mistrzostwa Polski w Łyżwiarstwie Szybkim na Dystansach 2006
20. Mistrzostwa Polski w Łyżwiarstwie Szybkim na Dystansach 2006 odbyły się w dniach 28-30 grudnia 2005 roku na torze Błonie w Sanoku.
Na dystansie 500 metrów rozgrywane są dwa biegi i suma czasów z obu biegów decyduje o kolejności zawodników.

## Kobiety
| Konkurencja:     | 1. miejsce                                                          | Rezultat | 2. miejsce                              | Rezultat | 3. miejsce                               | Rezultat |
| 500 m            | Katarzyna Wójcicka AZS Zakopane                                     | 84,35    | Marzena Szczepanik MKS MOS Pruszków     | 87,94    | Karolina Ksyt Pilica Tomaszów Mazowiecki | 88,11    |
| 1000 m           | Katarzyna Wójcicka AZS Zakopane                                     | 1:25,36  | Luiza Złotkowska AZS Zakopane           | 1:29,67  | Alicja Trzebunia AZS Zakopane            | 1:32,66  |
| 1500 m           | Katarzyna Wójcicka AZS Zakopane                                     | 2:05,24  | Luiza Złotkowska AZS Zakopane           | 2:10,70  | Karolina Ksyt Pilica Tomaszów Mazowiecki | 2:13,14  |
| 3000 m           | Katarzyna Wójcicka AZS Zakopane                                     | 4:27,98  | Luiza Złotkowska AZS Zakopane           | 4:39,88  | Karolina Ksyt Pilica Tomaszów Mazowiecki | 4:47,93  |
| 5000 m           | Luiza Złotkowska AZS Zakopane                                       | 8:18,20  | Magdalena Gołębiewska Marymont Warszawa | 8:34,64  | Kamila Danaj Pilica Tomaszów Mazowiecki  | 8:35,68  |
| wyścig drużynowy | AZS Zakopane Katarzyna Wójcicka, Luiza Złotkowska, Alicja Trzebunia | 3:47,30  | Pilica Tomaszów Mazowiecki              | 3:58,40  | WTŁ Stegny Warszawa                      | 4:03,20  |

## Mężczyźni
| Konkurencja:     | 1. miejsce                                                                  | Rezultat | 2. miejsce                          | Rezultat | 3. miejsce                       | Rezultat |
| 500 m'           | Artur Waś Marymont Warszawa                                                 | 74,11    | Maciej Ustynowicz Marymont Warszawa | 74,13    | Konrad Niedźwiedzki AZS Zakopane | 74,70    |
| 1000 m           | Konrad Niedźwiedzki AZS Zakopane                                            | 1:16,69  | Rafał Gąsior AZS Zakopane           | 1:17,32  | Artur Waś Marymont Warszawa      | 1:17,35  |
| 1500 m           | Paweł Zygmunt Erbet Krynica                                                 | 1:55,26  | Konrad Niedźwiedzki AZS Zakopane    | 1:55,75  | Witold Mazur Zryw Sanok          | 1:59,46  |
| 5000 m           | Paweł Zygmunt Erbet Krynica                                                 | 6:45,31  | Witold Mazur Zryw Sanok             | 6:53,79  | Sławomir Chmura MKS MOS Pruszków | 6:53,93  |
| 10 000 m         | Paweł Zygmunt Erbet Krynica                                                 | 14:23,21 | Witold Mazur Zryw Sanok             | 14:34,65 | Sławomir Chmura MKS MOS Pruszków | 14:53,58 |
| wyścig drużynowy | AZS Zakopane Konrad Niedźwiedzki, Sebastian Druszkiewicz, Roman Krzeptowski | 4:27,50  | Marymont Warszawa                   | 4:35,30  | Pilica Tomaszów Mazowiecki       | 4:37,80  |